# Chilling Adventures of Sabrina
Chilling Adventures of Sabrina ist eine US-amerikanische Horrorserie von Roberto Aguirre-Sacasa. Die Serie basiert auf der gleichnamigen Comicbuchreihe, die durch Archie Horror, einen Imprint des Comicbuchverlags Archie Comics, seit 2014 veröffentlicht wurde.
Die Netflix-Produktion wird häufig, fälschlicherweise, als düsteres Remake der Fernsehserie Sabrina – Total Verhext! bezeichnet, die allerdings auf der Comicbuchreihe Sabrina the Teenage Witch basiert. Während diese Verfilmung jedoch als familienfreundliche Sitcom konzipiert war, sind sowohl die Comicbuchreihe als auch die Serie Chilling Adventures of Sabrina an ein älteres Publikum gerichtet und haben außer den gleichnamigen Protagonisten wenige Gemeinsamkeiten mit Sabrina – Total Verhext!.
Die ersten zehn Episoden der ersten Staffel wurden am 26. Oktober 2018 veröffentlicht. Eine Spezialfolge wurde am 14. Dezember 2018 bereitgestellt, während die restlichen neun Episoden der ersten Staffel am 5. April 2019 veröffentlicht wurden. Im Dezember 2018 verkündete Netflix die Produktion einer zweiten Staffel mit 16 Episoden, die, wie die erste Staffel, in zwei Teile geteilt werden wird.
Im Juli 2020 kündigte Netflix das Ende der Serie nach der zweiten Staffel an.
Am 21. Juli 2021 wurde bekanntgegeben, dass die Einstellung auf die COVID-19-Pandemie zurückzuführen ist. Es wurde außerdem verkündet, dass die Serie in Form eines Comics mit dem Titel The Occult World of Sabrina weitergeführt wird. Der Comic soll noch dieses Jahr veröffentlicht werden zeitgleich mit der Comic-Vorlage, die im Oktober ebenfalls weitergeführt wird.

## Handlung
Die Serie erzählt die Geschichte der Halbhexe Sabrina Spellman, die ihre Identität als verwaiste Tochter eines Hexenmeisters und einer sterblichen Mutter finden muss. Dabei muss sie sich dunklen Kräften und Dämonen stellen, die ihr und ihrer Familie in der normalen Welt gefährlich werden. Sabrina lebt in Greendale mit ihren Tanten: der freundlichen Hilda, der strengen und stolzen Zelda und ihrem schelmischen Cousin Ambrose. Sie besucht die Baxter Highschool, zusammen mit ihrem Freund Harvey Kinkle und ihren Freundinnen Roz Walker und Susie Putnam. Dem Schulleiter George Hawthorne ist Sabrina ein Dorn im Auge. Nebenbei besucht Sabrina auch die Akademie der Unsichtbaren Künste, wo sie zur Hexe ausgebildet wird. Dort muss sie sich mit dem Hexentrio der Unheimlichen Schwestern herumschlagen: Prudence Night, die einen Groll gegen Sabrina hegt, die teuflische Agatha und die verträumte Dorcas schikanieren Sabrina, weil diese zur Hälfte sterblich ist. Zu Sabrinas größten Gegenspielern gehören der Hohepriester Pater Blackwood und der Dunkle Lord. Verbündete hat Sabrina in ihrem Mitschüler Nicholas Scratch und der Lehrerin Mary Wardwell. Sabrina weiß jedoch nicht, dass diese in Wahrheit Lilith, die Mutter der Dämonen ist, die Sabrina auf die Seite des Dunklen Lord ziehen will.

## Figuren

### Hauptfiguren

#### Sabrina Spellman
Sabrina Spellman ist ein sechzehnjähriges Mädchen, halb Mensch, halb Hexe. Sie ist die Tochter des Hexers Edward Spellman und der sterblichen Diana Sawyer, besucht die Baxter Highschool und lebt mit ihrem Cousin Ambrose bei ihren Tanten Hilda und Zelda, beide ebenfalls Hexen, in einem Bestattungsinstitut. Sie ist eine junge Frau, die darum kämpft, ihre Natur als Hexe und ihre menschliche Seite in Einklang zu bringen. Sabrina beginnt ihre dunkle Ausbildung als Zauberin, während sie versucht, den Anschein eines normalen Lebens im zweiten Jahr an der Baxter High beizubehalten. Sabrina ist intelligent, mitfühlend und mutig bis zur Rücksichtslosigkeit. Sie fordert die Lehrer auf Schritt und Tritt heraus. Sie ist ihrer Familie und ihren Freunden gegenüber sehr loyal und führt eine Liebesbeziehung mit ihrem Klassenkameraden Harvey Kinkle. Sie trennen sich am Ende der ersten Staffel aufgrund der schiefgegangenen Wiederauferstehung von Harveys Bruder Tommy. Sabrina unterschreibt im Buch der Bestie, um Greendale vor den 13 Hexen zu retten. In der zweiten Staffel beginnt sie eine Beziehung mit Nicholas Scratch, welcher sich aber als Gefäß für den Dunklen Lord opfert und in die Hölle gebracht wird. Sabrina plant jedoch, ihn mit Hilfe ihrer Freunde zurückzuholen. Es gelingt ihr in Teil 3, Nick zu befreien. Sie trennen sich jedoch im Laufe der Staffel aufgrund von Nicks Trauma. Seit dem Finale von Teil 3 gibt es zwei Sabrinas, da sie in die Vergangenheit reist, um alle zu retten. Die Zeitreisende entschied sich dafür, mit ihrer Familie auf der Erde zu bleiben, während die andere sich entschied, in der Hölle zu bleiben und ihre Königin zu werden. Dort heiratet sie Caliban, während die Sabrina, die auf die Erde zurückkehrt, sich mit Nick versöhnt. Während des Kampfes gegen die von Pater Blackwood heraufbeschworenen grausig Unheimlichen wird Sabrina Morgenstern, die Königin der Hölle, zuerst in eine Paralleldimension geschickt, um die Kollision der verschiedenen Welten, die durch ein grausig Unheimliches in Gang gesetzt wurde, aufzuhalten. Dort kämpft sie gegen die Leere, wobei sie jedoch stirbt. Im Serienfinale opfert sich Sabrina Spellmann, um die Leere aufzuhalten. Beide Sabrinas werden auf dem Spellman-Friedhof im Kreise ihrer Lieben beerdigt.

#### Harvey Kinkle
Harvey Kinkle ist Sabrinas charmanter, verträumter Freund. Er ist Sohn eines Bergmanns und ahnt zunächst nichts von den dunklen Mächten, die sich verschwören, um ihn und Sabrina auseinanderzuhalten. Harvey ist ein junger Mann in einer kleinen Stadt, der gerade anfängt, seinen Platz in der größeren Welt zu finden. Er ist politisch gesinnt, eigenwillig, attraktiv, charismatisch und witzig. Harvey ist Teil von Greendales jugendlicher Gegenkultur, ist ein talentierter Künstler und hat zunächst keine Ahnung, dass er von einer langen Reihe von Hexenjägern abstammt. Er hat eine sehr schlechte Beziehung zu seinem Vater und wird vor diesem von seinem Bruder bis zu dessen Tod beschützt. Die Beziehung bessert sich erst, nachdem Sabrina mithilfe von Magie die Alkoholsucht seines Vaters kuriert. Nachdem er und Sabrina sich getrennt haben, ist er ihr gegenüber misstrauisch aufgrund ihrer vielen Geheimnisse. Sie schaffen es jedoch ihre Differenzen zu überwinden und werden wieder Freunde. Er beginnt später eine romantische Beziehung mit Rosalind.

#### Hilda Spellman
Hilda Spellman ist eine Hexe und eine der beiden Tanten von Sabrina, die eine mütterliche Art und einen warmen Sinn für Humor hat und sich mit dem Brauen von Tränken auskennt. Hilda ist die freundlichere der Spellman-Schwestern, obwohl ihre pflegende Natur eine rücksichtslosere Seite vertritt. Sie ist eine Heilerin und Tränkemacherin. Sie führt eine Liebesbeziehung mit ihrem Arbeitgeber Dr. Cerberus. Hilda ist sehr intuitiv und kann die Taten von anderen perfekt vorhersagen. Trotz ihrer äußerlich stets warmen und zuvorkommenden Art hat Hilda keine Hemmungen, wenn es darum geht, ihre Familie zu beschützen und ermordet wiederholt Feinde der Familie durch Gift, ihre Spinnen-Begleiter und Zauber. Hilda nimmt es wie Sabrina mit den Regeln der Kirche der Nacht nicht allzu genau, was zu ihrer vorübergehenden Exkommunikation führt.

#### Ambrose Spellman
Ambrose Spellman ist Sabrinas bisexueller Hexer-Cousin aus England und ihr Komplize. Es ist ihm jedoch verboten, das Haus der Spellmans zu verlassen, nachdem er vom Hexenrat unter Hausarrest gestellt wurde, weil er versucht hatte, den Vatikan in die Luft zu sprengen. Er ist witzig und liebt es, ein Hexer zu sein. Am Ende der zweiten Staffel begaben er und Prudence sich auf eine Reise, um Faustus Blackwood zu finden und zu töten, aus Rache für das, was er ihnen und der Kirche der Nacht angetan hatte.

#### Mary Wardwell/Lilith
Die erste Frau von Adam aus dem Garten Eden, die die Identität von Mary Wardwell, Sabrinas Lieblingslehrerin und Mentorin an der Baxter High, stiehlt. Als listige Manipulatorin will sie Sabrina dazu bringen, ihren Platz als Satans Fußsoldatin einzunehmen, damit sie sich selbst zu seiner Königin erheben kann. Trotz ihrer anfänglichen Hingabe und Liebe zum Dunklen Lord hat sie keinerlei Bedenken, sich bei der Verwirklichung seiner Lügen gegen ihn zu wenden. Sie spielt im Verlauf eine wichtige Rolle bei der Durchsetzung dessen Pläne. Sie verliebte sich in Adam Masters, der jedoch vom Dunklen Lord getötet wird. Am Ende der zweiten Staffel verbündet sie sich mit den Spellmans, um Luzifer loszuwerden. Sie sperren ihn in den Körper von Nicholas Scratch und bringen ihn in die Hölle. Lilith krönt sich selbst zur Königin, gibt Sabrina ihre Kräfte zurück, und erweckt die echte Mary Wardwell wieder zum Leben. In Teil 3 setzt Mary sich mit ihren Gedächtnislücken auseinander, während Lilith in der Hölle von Luzifer schwanger ist. Mary Wardwell schließt sich im letzten Teil auf der Erde der Kirche der Nacht an, die von Pater Blackwood geführt wird. Lilith wird von Caliban, der den Höllenthron zurückerobern will, angegriffen, indem er ihr Baby verzaubert, sodass es innerhalb kürzester Zeit sehr schnell wächst. Lilith kann sich auf die Erde retten und wird von den Hexen des Zirkels der Hekate aufgenommen. Dort bringt sie ihren Sohn Adam auf die Welt. Kurz darauf tötet sie diesen jedoch, da sie nicht möchte, dass Luzifer Adam in die Hölle mitnimmt, und auch, um sich an Luzifer zu rächen. Luzifer verflucht Lilith daraufhin und raubt ihr ihre Kräfte. Lilith kann am Ende ihre Kraft wiedererlangen, indem sie Luzifer von hinten mit der Lanze des Longinus ersticht und sein Blut trinkt.

#### Rosalind „Roz“ Walker
Rosalind ist die Tochter des Pastors von Greendale und Sabrinas beste Freundin. Roz fürchtet sich vor dem Tag, an dem sie, wie alle Frauen in ihrer Familie, das Augenlicht verliert. Von ihrer Großmutter Ruth erfährt sie, dass die Frauen in ihrer Familie die Gabe der „Schläue“ haben. Diese ermöglicht es ihnen, Dinge zu sehen, die andere nicht sehen können, wie beispielsweise Geister. Im zweiten Teil der ersten Staffel geht sie mit Sabrinas Segen eine Beziehung mit Harvey ein. Sie fängt auch an, Sabrinas Vertrauenswürdigkeit anzuzweifeln, als sie ihr Augenlicht verliert. Jedoch werden sie und Harvey von Theo zurechtgewiesen, wodurch ihnen klar wird, dass Sabrina trotz ihrer Hexenseite ein guter Mensch ist. In Teil 3 wird sie von einer Gorgone namens Nagaina in Stein verwandelt. Ihre Freunde können sie jedoch befreien und Roz enthauptet Nagaina mit Prudences Schwert. In Teil 4 erfährt Rosalind von Mambo Marie und dem Geist ihrer Großmutter, dass sie eigentlich eine Hexe ist und wird ein Mitglied der unheimlichen Schwestern.

#### Prudence Blackwood
Prudence Blackwood, in früheren Folgen Prudence Night, ist eine Hexe und Schülerin an der Akademie der unsichtbaren Künste mit einem persönlichen Groll gegen Sabrina. Sie ist die Anführerin eines Hexentrios, der unheimlichen Schwestern. Später wird bekannt, dass sie die uneheliche Tochter von Pater Blackwood ist. Prudence ist grausam, bösartig, intelligent und gerissen. Sie ist aber auch zu Mitgefühl und Freundlichkeit fähig. Prudence pflegte eine Rivalität mit Sabrina, die sie konsequent angreift, da Sabrina halb sterblich und halb Hexe ist. Dennoch arbeitet sie mehrfach mit Sabrina zusammen. Sie kann, wie ihre Schwestern, Gedanken lesen, Gedanken kontrollieren und die Zukunft durch Träume vorhersagen. Am Ende der zweiten Staffel begibt sie sich mit Ambrose auf eine Reise, um Faustus Blackwood zu finden und zu töten, aus Rache für das, was er ihnen und der Kirche der Nacht angetan hatte.

#### Agatha Night
Agatha Night ist eine Hexe und Schülerin an der Akademie der unsichtbaren Künste und eine der unheimlichen Schwestern. Sie kann ziemlich grausam sein und verursacht den Tod von Tommy Kinkle, indem sie die Minen in Greendale einstürzen lässt. Ihr einziges Bedauern ist, dass sie es nicht geschafft hat, auch Harvey zu töten. Sie ist die böseste und teuflischste der drei Schwestern. Agatha wird von Sabrina getötet, um Tommy auferstehen zu lassen, wird jedoch später von Sabrina wiederbelebt. Sie kann, wie ihre Schwestern, Gedanken lesen, Gedanken kontrollieren und die Zukunft durch Träume vorhersagen. Nach einer Begegnung mit dem Gott Pan wurde Agatha von seinem Blick wahnsinnig, worauf hin sie Dorcas tötet und sich mit Faustus Blackwood zusammenschließt. Nachdem die vorübergehende von den Toten zurückgekehrte Dorcas Agatha für den Mord an ihr verziehen hat, erlangt Agatha ihren Verstand zurück und schließt sich wieder den unheimlichen Schwestern an.

#### Pater Blackwood
Pater Faustus Blackwood ist ein Hexer und zunächst Hohepriester der Kirche der Nacht sowie der Leiter der Akademie der unsichtbaren Künste. Er gerät mit Sabrina in Konflikt. Im Verlauf wird er Witwer, als seine Frau, Lady Blackwood, bei der Geburt der gemeinsamen Kinder, Judith und Judas Blackwood, stirbt. Nachdem er den Befehl des dunklen Lords abgelehnt hat, sich vor Sabrina Spellman zu verbeugen, vergiftet er den gesamten Zirkel und flieht mit seinen Zwillingen aus Greendale. Pater Blackwood ist extrem frauenfeindlich und der Überzeugung, dass Hexen den Hexern dienen sollten. Er beschwört die grausig Unheimlichen, die Schrecken über Greendale bringen sollen, aus Rache an Sabrina und den Hexen des Zirkels der Hekate. Da er mit dem Kainsmal ausgestattet ist, das ihm Unsterblichkeit gewährt, kann er nicht getötet werden. Er wird schließlich durch eine List von Zelda geblendet und von Prudence unschädlich gemacht.

#### Zelda Spellman
Zelda Spellman ist eine Hexe und von Sabrinas Tanten die strengere der beiden. Sie ist Mitglied der Kirche der Nacht und dem dunklen Lord ergeben. Zelda wird die Hohepriesterin der Kirche der Nacht, nachdem sie den verwitweten Pater Blackwood heiratet. Sie befolgt die Regeln der Kirche, ist aber auch bereit, diese zu brechen, um ihre Familie zu schützen. Eines ihrer wichtigsten Merkmale ist ihre mütterliche Seele. Zelda kümmert sich sehr um Kinder. So benutzte sie Magie, um Harvey vor seinem Vater zu schützen oder rettete eine Gruppe junger Hexen, darunter Agatha, Dorcas, Melvin und Elspeth, nachdem Pater Blackwood versucht hatte, sie aus Trotz zu vergiften. Sie betrachtet Sabrina als Tochter und würde jeden töten, der versucht, Ambrose von ihr zu nehmen. Sie entwickelte auch eine Zuneigung für Judith Blackwood, nachdem sie sie vor deren Vater versteckt. Nach einer religiösen Krise nach der Abkehr vom satanischen Glauben gründete Zelda den Orden der Hekate, um die Überlebenden der Kirche der Nacht und die freifliegenden Hexen als ihre Hohepriesterin zu beschützen und anzuführen.

#### Theo (Susie) Putnam
Theo Putnam ist Sabrinas bester Freund an der Baxter High. Zu Beginn der Serie führt er noch den Namen Susie, merkt aber im Lauf der ersten Staffel, dass er sich in dieser Rolle nicht wohl fühlt, weswegen er seine Transition beginnt. Er lässt sich in Folge nur noch als Theo ansprechen. Obwohl er in der Schule von den anderen Jungen gemobbt wird, lässt er sich davon nicht unterkriegen. Seine Vorfahrin Dorothea Putnam war eine Verbündete der Hexen und hatte ihnen geholfen, aus Europa und Salem zu fliehen.

#### Nicholas Scratch
Nicholas „Nick“ Scratch ist ein Hexer und Schüler an der Akademie der unsichtbaren Künste, der zwischenzeitlich eine Beziehung mit Sabrina führt. Nicholas erscheint als cooler, selbstbewusster Hexer mit fortschrittlicheren Ideen als die meisten anderen Mitglieder der Kirche der Nacht. Er ist ein großer Bewunderer von Sabrinas Vater Edward Spellman. Zum Ende der zweiten Staffel wird er in die Hölle gebracht, da er sich als menschliches Gefäß für Luzifer opferte. Er versöhnt sich mit Sabrina und ist über deren Tod so verzweifelt, dass er im Meer der Sorgen ertrinkt. Die beiden treffen sich zum Schluss im Jenseits wieder, wo sie für immer zusammen sein können.

### Nebenfiguren

#### Dorcas Night
Dorcas ist eine Hexe und Schülerin an der Akademie der unsichtbaren Künste und eine der unheimlichen Schwestern. Dorcas kann, ähnlich wie ihre Schwestern, grausam sein, ist jedoch zögerlicher, schreckliche Taten wie Mord zu begehen. Sie ist verträumt und ständig verloren in ihrer eigenen Welt. Sie kann, wie ihre Schwestern, Gedanken lesen, Gedanken kontrollieren und die Zukunft durch Träume vorhersagen. In Teil 3 wird sie von Agatha ermordet, da diese vom Gott Pan in den Wahnsinn getrieben wurde.

#### Luke Chalfant
Lucas „Luke“ Chalfant ist ein Hexer, der eine homosexuelle Beziehung mit Ambrose eingeht. Er ist ein Getreuer von Pater Blackwood und ein Mitglied seiner Judas-Gemeinschaft. Luke wird von Hexenjägern brutal ermordet.

#### Billy Marlin
Billy Marlin ist der Kapitän der American-Football-Mannschaft der Baxter High, die Susie (Theo) oft schikanieren. Billy ist homophob und diskriminiert Transmenschen. Trotz seiner scheinbar harten und maskulinen Persönlichkeit, die er projiziert, ist er tatsächlich unsicher und ziemlich feige. Als Elfjähriger wurde er von anderen Jungen im Sommercamp sexuell missbraucht, was ihn traumatisierte.

#### George Hawthorne
George Hawthorne ist Baxter Highs puritanischer Direktor, der mit Sabrina nicht zurechtkommt. Er zeigt wenig Mitgefühl oder Empathie für das Wohlergehen oder die Interessen seiner Schüler. Zum Ende der ersten Staffel wird er von Madam Satan lebendig gefressen.

#### Dr. Cerberus
Dr. Cerberus ist der Besitzer des örtlichen Buchladens, in dem Hilda arbeitet. Bevor er Eigentümer von Cerberus Spukbuchhandlung wurde, war er Wettermann und Horrorshow-Moderator. Durch ein altes Buch über Okkultismus fand ein Inkubus Zugang in ihn. Nachdem er Hilda Spellman in seinem Geschäft einstellt, bauen beide eine Beziehung zueinander auf. In Teil 3 verlobt er sich mit Hilda und heiratet sie schließlich in Teil 4.

#### Mr. Kinkle
Mr. Kinkle ist der Vater von Harvey und Tommy und Besitzer der Greendale-Minen. Er ist Alkoholiker, der Harvey misshandelt, was sich nach dem Tod Tommys zunächst noch verschlimmert. Durch einen verzauberten Eierpunsch heilt Sabrina Mr. Kinkle von seinem Alkoholismus.

#### Diana Spellman
Diana Spellman ist Sabrinas sterbliche Mutter, die bei einem Flugzeugabsturz mit ihrem Ehemann Edward verstarb. Sie taufte Sabrina in der christlichen Kirche, um sicherzustellen, dass Luzifer sie nicht für sich beanspruchen kann.

#### Tommy Kinkle
Tommy Kinkle ist Harveys älterer Bruder, der in den Greendale-Minen arbeitet, damit Harvey weiter zur Schule gehen kann. Er stirbt bei einem Minenunfall, der von Agatha und Dorcas verursacht wird. Sabrina lässt ihn auferstehen und bringt auch Agatha zurück, die geopfert wird, um ihn auferstehen zu lassen. Harvey tötet ihn erneut, nachdem er feststellen muss, dass lediglich der seelenlose Körper seines Bruders auferstanden ist.

#### Lady Blackwood
Lady Constance Blackwood ist eine Hexe und die erste Ehefrau von Pater Faustus Blackwood und Mutter der Zwillinge Judith und Judas Blackwood. Sie ist Mitglied der Kirche der Nacht und Lehrerin für alte Zungen und heilige Schriften an der Akademie der unsichtbare Künste sowie Dirigentin des satanischen Chores.

#### Edward Spellman
Edward Spellman war ein Hexer, Sabrinas Vater und Hohepriester der Kirche der Nacht, bevor er mit seiner Frau Diana bei einem Flugzeugabsturz starb. Er war der Bruder von Zelda und Hilda Spellman. Vor seinem frühen Tod war Edward ein Visionär und der Direktor der Akademie der Unsichtbaren Künste. Er wollte die Kirche der Nacht zu einem progressiveren und toleranteren Hexenzirkel machen. Einer seiner Grundideen war die Vermischung des Geschlechts der Hexen und der Sterblichen.

#### Dorian Gray
Dorian Gray ist ein Hexer und der Besitzer von Dorian's Gray Room, einem exklusiven Nachtclub. Er ist rätselhaft von unbestimmtem Alter. Insbesondere Dorians Loyalität ist oft schwer zu bestimmen. Er wird von einem der grausig Unheimlichen getötet.

#### Melvin
Melvin ist ein Hexer und Schüler an der Akademie der Unsichtbaren Künste. Er ist ein junger, sanfter und schüchterner Hexer. Er wird von Hexenjägern getötet. Nachdem er von Sabrina Spellman wiederbelebt wird, wird er einer ihrer Anhänger.

#### Adam Masters
Adam Masters ist Mary Wardwells hübscher und charmanter Freund, der nach seiner Arbeit für Ärzte ohne Grenzen nach Greendale zurückkehrt, ohne zu wissen, dass die Identität seiner Verlobten von Lilith geraubt wurde. Adam hält Mary für die Liebe seines Lebens.

#### Elspeth
Elspeth ist eine Schülerin an der Akademie der unsichtbaren Künste und eine Unterstützerin Sabrinas Vision einer veränderten Kirche der Nacht. Sie ist eine hartnäckige, mutige und selbstbewusste Hexe, die für das kämpft, woran sie glaubt. In Teil 3 wird sie von den Heiden ermordet.

#### Caliban
Ein Prinz der Hölle, von den Königen der Hölle aus dem Ton von Pandemonium erschaffen. Er stellt Sabrinas Anspruch auf den Thron der Hölle in Frage und fordert sie heraus die Unheiligen Insignien zu finden. Er überlistet sie, als sie Judas Münzen findet, und verbannt sie in Stein. Jedoch reist Sabrina in der Zeit zurück und warnt ihr vergangenen Selbst vor dem Betrug. Die Sabrina der Vergangenheit begräbt Caliban daraufhin selbst in Stein und besteigt den Thron. Die beiden heiraten in Teil 4.

#### Mambo Marie LaFleur
Eine Voodoo-Priesterin aus New Orleans, die Prudence und Ambrose hilft, Faustus Blackwood aufzuspüren. Sie kommt später auf Einladung von Prudence nach Greendale, um den geschwächten Hexen zu helfen, den Stamm der Heiden zu besiegen. Sie beginnt außerdem eine romantische Beziehung mit Zelda Spellman. Im Kampf gegen die Wiedergänger, die von einem der grausig Unheimlichen beschworen werden, enthüllt Marie letztendlich, dass sie in Wirklichkeit Baron Samedi ist. Er trennt sich von Zelda, da es seine Aufgabe ist, die Toten in das Totenreich zurückzugeleiten.

#### Robin Goodfellow
Robin ist ein Kobold, der mit Professor Carcosas Phantasmagoria reist und damit beauftragt war, eine Jungfrau für die Opfergabe zu finden. Er verliebte sich jedoch in Theo. Nachdem sie beiden eine Beziehung beginnen, stellt Robin sich gegen die Heiden, und wird von Harvey in den Schreckens-Club aufgenommen.

#### Carcosa/Pan
Carcosa ist der Anführer der heidnischen Hexen und der Gott Pan, der einen mit bloßem Blick in den Wahnsinn treiben kann. Er und sein Gefolge kamen nach Greendale, um ihren Gott, den grünen Mann, auferstehen zu lassen. Er hatte zunächst Erfolg mit seinem Plan und für eine gewisse Zeit regierte der grüne Mann über Greendale. Nachdem Sabrina in die Vergangenheit zurückgekehrt war, wurde sein Plan jedoch vereitelt. Er wurde von Prudence getötet, während Zelda und die Hexen die Heiden austrieben oder töteten.

#### Nagaina
Nagaina ist eine Gorgone und die Geliebte von Pan. Sie arbeitet bei der Phantasmagoria als Schlangentänzerin und nähert sich Harvey, da sie ihn als potentielles Opfer für den grünen Mann betrachten. Sie verwandelt Rosalind und Dorcas in Stein. Die beiden können jedoch zurückverwandelt werden. Nagaina wird durch Rosalind enthauptet.

#### Circe
Circe ist eine heidnische Hexe, die sich auf Transformation spezialisiert hat, sowie ein Mitglied des heidnischen Stammes, der nach Greendale kommt, um ihren alten Gott wiederzubeleben. Sie verflucht Hilda, die sich daraufhin in eine Riesenspinne verwandelt. Hilda wird jedoch von dem Fluch erlöst und tötet Circe mit einer Voodoo-Puppe.

#### Gryla
Gryla ist eine Hexe, die in den Bergen lebt. Nachdem sie ihr Kind gegessen hat, um die Hungersnot zu überleben, sammelt sie jetzt die Geister junger Kinder, um ihre Gesellschaft aufrechtzuerhalten. In Teil 3 schließt sie sich den Greendale-Hexen an und hilft ihnen, die Heiden zu besiegen. Sie wird ein Mitglied des Ordens der Hekate.

#### Pesta
Pesta ist die Hexe der Pest und Krankheiten und eine der freifliegenden Hexen, die von Zelda Spellman gerufen wurden, um ihren Zirkel gegen den heidnischen Stamm zu stärken. Sie hilft ihnen die Heiden zu besiegen und wird ein Mitglied des Ordens der Hekate.

#### Sycorax
Sycorax ist eine Flusshexe und eine der freifliegenden Hexen, die von Zelda Spellman gerufen wurden, um ihren Zirkel gegen den heidnischen Stamm zu stärken. Sie hilft ihnen die Heiden zu besiegen und wird ein Mitglied des Ordens der Hekate.

## Besetzung und Synchronisation
Die deutsche Synchronisation erstellt die Synchronfirma TV+Synchron in Berlin nach einem Dialogbuch von Tom Sander und unter der Dialogregie von Antje von der Ahe.

### Hauptbesetzung
| Rollenname                            | Schauspieler      | Hauptrolle | Nebenrolle | Synchronsprecher                                           |
| ------------------------------------- | ----------------- | ---------- | ---------- | ---------------------------------------------------------- |
| Sabrina Edwina Diana Spellman         | Kiernan Shipka    | 1.01–2.16  |            | Rieke Werner                                               |
| Sabrina Morgenstern                   | Kiernan Shipka    | 2.09–2.16  | 2.08       | Rieke Werner                                               |
| Harvey Kinkle                         | Ross Lynch        | 1.01–2.16  |            | Marcel Mann                                                |
| „Hilda“ Hildegard Antoinette Spellman | Lucy Davis        | 1.01–2.16  |            | Antje von der Ahe                                          |
| Ambrose Spellman                      | Chance Perdomo    | 1.01–2.16  |            | Lasse Dreyer                                               |
| Rosalind Walker                       | Jaz Sinclair      | 1.01–2.16  |            | Friederike Walke                                           |
| Prudence Blackwood (geb. Night)       | Tati Gabrielle    | 1.01–2.16  |            | Olivia Büschken (1.01–2.08) Lisa May-Mitsching (2.09–2.16) |
| Agatha                                | Adeline Rudolph   | 1.01–2.16  |            | Marie-Isabel Walke                                         |
| Zelda Fiona Spellman                  | Miranda Otto      | 1.01–2.16  |            | Alexandra Wilcke                                           |
| Faustus Blackwood                     | Richard Coyle     | 1.01–2.16  |            | Michael Deffert                                            |
| Lilith/Madame Satan                   | Michelle Gomez    | 1.01–2.16  |            | Peggy Sander                                               |
| Mary Wardwell                         | Michelle Gomez    | 2.01–2.16  | 1.01, 1.20 | Peggy Sander                                               |
| Theo Putnam (geb. Susie)              | Lachlan Watson    | 2.01–2.16  | 1.01–1.20  | Maria Hönig                                                |
| Nicholas „Nick“ Scratch               | Gavin Leatherwood | 2.01–2.16  | 1.04–1.20  | David Turba                                                |

### Nebenbesetzung
| Rollenname                       | Schauspieler         | Nebenrolle                        | Synchronsprecher                                 |
| -------------------------------- | -------------------- | --------------------------------- | ------------------------------------------------ |
| Dorcas                           | Abigail Cowen        | 1.01–2.07, 2.14                   | Jasmin Arnoldt                                   |
| George Hawthorne                 | Bronson Pinchot      | 1.01–1.10, 2.01                   | Bernd Vollbrecht                                 |
| Billy Martin                     | Ty Wood              | 1.01–1.14, 2.02–2.13              | Ricardo Richter                                  |
| Diana Regina Sawyer-Spellman     | Annette Reilly       | 1.01–1.16                         | Nora Moltzen                                     |
| Edward Spellman                  | Georgie Daburas      | 1.01–1.02, 1.12, 1.16, 2.07, 2.14 | Sven Gerhardt                                    |
| Mr. Kinkle                       | Christopher Rosamond | 1.03–1.11, 1.18–2.16              | Rainer Doering                                   |
| Thomas „Tommy“ Kinkle            | Justin Dobies        | 1.03–1.09, 2.01                   | Henning Nöhren                                   |
| Lucas „Luke“ Chalfant            | Darren Mann          | 1.03–1.17                         | Christian Zeiger                                 |
| Constance Blackwood              | Alvina August        | 1.04–1.10, 1.16                   | Manja Doering                                    |
| Dr. Cee                          | Alessandro Juliani   | 1.06–2.14                         | Wolfgang Wagner                                  |
| Joe Putnam                       | Adrian Hough         | 1.06–1.15                         | Viktor Neumann                                   |
| Dorothea Putnam                  | Anastasia Bandey     | 1.07–1.15                         | Silvia Mißbach                                   |
| Ruth Walker                      | L. Scott Caldwell    | 1.07, 1.10, 2.01, 2.11            | Luise Lunow (Staffel 1) Nina Herting (Staffel 2) |
| Dorian Gray                      | Jedidiah Goodacre    | 1.12–2.10                         | Nicolás Artajo                                   |
| Adam Marsters                    | Alexis Denisof       | 1.14–1.17, 2.06                   | Michael Pan                                      |
| Melvin                           | Tyler Cotton         | 1.14–2.16                         | Imme Aldag                                       |
| Elspeth                          | Emily Haine          | 1.17–2.05                         | Josephine Schmidt                                |
| Lucifer Morgenstern/Dunkler Lord | Luke Cook            | 1.20–2.16                         | Jaron Löwenberg                                  |
| Caliban                          | Sam Corlett          | 2.01–2.16                         | Bastian Sierich                                  |
| Mambo Marie LaFleur              | Skye P. Marshall     | 2.01–2.14                         | Jessica Walther-Gabory                           |
| Robin Goodfellow                 | Jonathan Whitesell   | 2.02–2.16                         | Fabian Kluckert                                  |
| Carcosa/Pan                      | Will Swenson         | 2.03–2.08                         | Nicolas Böll                                     |
| Circe                            | Lucie Guest          | 2.03–2.08                         | Claudia Gáldy                                    |
| Nagaina                          | Vanessa Rubio        | 2.03–2.08                         | Daniela Hoffmann (2.03-2-07) Almut Zydra (2.08)  |
| Zelda Spellman                   | Beth Broderick       | 2.13, 2.15                        | Dagmar Dempe                                     |
| Hilda Spellmann                  | Caroline Rhea        | 2.13, 2.15                        | Christin Marquitan                               |

## Produktion

### Vorproduktion
Bereits im September 2017 wurde bekannt, dass eine Serienadaption der Comicbuchreihe Chilling Adventures of Sabrina in Arbeit sei und beim Fernsehsender The CW im Herbst 2018 auf Sendung gehen sollte. Die Serie sollte im gleichen Universum wie Riverdale spielen, die ebenfalls auf einer Comicreihe der Archie Comics basiert. Im Dezember 2017 übernahm der Video-on-Demand-Anbieter Netflix die Produktion und gab die Produktion von zwei Staffeln mit je zehn Episoden bekannt, die später zu einer einzigen Staffel mit zwei Teilen zusammengelegt wurde. Im Dezember 2018 verkündete Netflix die Produktion einer zweiten Staffel mit 16 Episoden, die, wie die erste Staffel, in zwei Teile geteilt werden wird.

### Dreharbeiten
Die Dreharbeiten begannen am 19. März 2018, kurz nachdem die zweite Staffel von Riverdale fertig gestellt war. Dies ermöglichte es der Produktionsfirma mit der gleichen Filmcrew zu arbeiten. Die Dreharbeiten beinhalten 20 Episoden für die erste Staffel und wurden im Dezember 2018 abgeschlossen. Die Dreharbeiten der 16-teiligen zweiten Staffel begannen am 29. April 2019.

## Serienuniversum
Ursprünglich war geplant, dass es im fünften Teil der Serie ein Crossover mit Riverdale geben wird. Nachdem die Serie jedoch mangels Erfolg nach dem vierten Teil eingestellt worden war, stellte man die Pläne ein und liefert das Crossover als Comic nach. Dennoch gibt es einige Erwähnungen von Riverdale und einige Schauspieler von Riverdale haben auch einen Gastauftritt.

## Rezeption
Chilling Adventures of Sabrina erhielt nach seiner Veröffentlichung überwiegend positive Kritiken. Auf der Seite Rotten Tomatoes erreicht die Serie eine Bewertung von 90 % basierend auf 92 Bewertungen, mit einer durchschnittlichen Bewertung von 7,7/10. Metacritic, das einen gewichteten Durchschnitt verwendet, vergibt einen Metascore von 77 von 100 Punkten basierend auf 18 Kritikern.
In der Süddeutschen Zeitung schreibt Alexandra Belopolsky, das Remake der 90er-Jahre-Sitcom habe jede kindliche Unschuld hinter sich gelassen und sei „dunkler, feministischer und politischer denn je“. Die Hauptfigur kämpfe gegen das „weiße Patriarchat“, religiösen Fanatismus und Homophobie, insbesondere in der Akzeptanz von LGBT erklimme die Serie eine neue Stufe.
In der Berliner Zeitung lobt Nadja Dilger die Serie als ein „tolles Horror-Remake“, in das gesellschaftliche Debatten zu Sexismus, Kirche und Transgeschlechtlichkeit verwoben sind. Die Serie sei „zeitgemäßer und gesellschaftskritischer“ als das Vorgängerformat, der Cast sei diverser geworden, und gerade junge Menschen könnten von der „feministischen Kämpferin“ viel lernen.
Im Musikexpress kritisiert Constantin Jakob die vierte Staffel der „einst innovativen Netflix-Serie“. Ein Übermaß an Ideen und ein verfrühtes Ende würden ihr ein unwürdiges Finale bereiten. Durchgehend sei spürbar, dass die Serie eher überraschend abgesetzt wurde. Leider herrsche nun beim Verschießen des kreativen Pulvers das Motto „Masse statt Klasse“.

## Urheberrechtsstreit
Nach Veröffentlichung der ersten Staffel kam es zu einem Rechtsstreit mit der US-amerikanischen, satanischen Organisation The Satanic Temple, die Netflix und Warner Bros. wegen Urheberrechtsverletzung auf 50 Millionen US-Dollar verklagte. Die Organisation sah die Darstellung der in der Serie vorkommenden Statue des Dämons Baphomet als ihre Eigenkreation an und Netflix habe diese widerrechtlich verwendet. Kritikpunkt dabei waren die zwei Kinder, die neben der Statue zu sehen sind und diese anbeten. Zu einer Gerichtsverhandlung kam es letztlich nicht, da Netflix und Warner Bros. die Urheberrechtsverletzung zugaben und sich außergerichtlich mit der Organisation einigten. Ob und wie viel Schadenersatz bezahlt wurde, ist unbekannt, die Organisation wird nunmehr als Urheber im Abspann genannt.